# Gotha G.VI
Gotha G.VI là một loại máy bay ném bom thử nghiệm của Đế quốc Đức trong Chiến tranh thế giới I.

## Tính năng kỹ chiến thuật (Gotha G.VI)
Dữ liệu lấy từ Gunston, Bill. "The Osprey Encyclopaedia of Russian Aircraft 1875 – 1995". London, Osprey. 1995. ISBN 1-85532-405-9
Đặc điểm tổng quát
- Kíp lái: 3/4
- Chiều dài: 12.4 m (40 ft 8-1/4 in)
- Sải cánh: 23.7 m (77 ft 9-1/4 in)
- Diện tích cánh: 89.5 m2 (967 ft2)
- Powerplant: 2 × Mercedes D IVa, 194 kW (260 hp) mỗi chiêc

Hiệu suất bay